# Шахгельдян, Армен Андраникович
Арме́н Андрани́кович Шахгельдя́н (арм. Արմեն Անդրանիկի Շահգելդյան; 28 августа 1973, Ереван, Армянская ССР, СССР) — советский и армянский футболист, нападающий, тренер.

## Клубная карьера
В 16-летнем возрасте оказался в «Арарате», цвета которого защищал на протяжении шести лет. Дважды становился чемпионом, трижды обладателем кубка Армении, а также признавался лучшим игроком года в чемпионате 1993.
В 1996 году перешёл в клуб «Пюник», где провёл один сезон, за который стал чемпионом и финалистом кубка Армении.
Последующие два сезона провёл играл в чемпионатах Украины и Израиля. В 1998 году выступал за «Ереван», в составе которого стал бронзовым призёром чемпионата и финалистом кубка. По окончании чемпионата перешёл в швейцарскую «Лозанну». За 3 сезона сыграл в 26-ти матчах и забил 6 голов. В московском «Динамо» за полтора сезона появился на поле всего два раза.
В 2001 году стал играть за «Мику». Спустя полтора переехал на Кипр. В 2004 году — вновь в составе «Мики», за которую сыграл в 21 матче и забил 12 мячей. В конце года перешёл в «Аль-Ахед», за который провёл начало чемпионата и вновь перешёл в «Мику». Последние два с половиной сезона карьеры провёл в аштаракском клубе, в составе которого завоевал два Кубка Армении, один Суперкубок Армении, признавался лучшим игроком чемпионата 2006 и лучшим нападающим в 2005 году.

### Карьера в сборной
Дебютировал в составе главной команды страны в 1992 году. Это был первый матч сборной — против Молдавии (0:0). До 2007 года сыграл в 53 матчах и забил 6 голов.

### Тренерская деятельность
Окончил Высшую школу тренеров в Москве. С 2008 года возглавлял «Мику-2». В первенстве Первой лиги сезона 2010 года клуб был оштрафован на 50 000 драм с пометкой «За постоянное вмешательство в работу судьи матча со стороны главного тренера „Мики-2“ во время игры его подопечных с командой „Ширак-2“». В связи с неудовлетворительными результатами «Мику» покинул Армен Адамян. Место главного тренера занял Армен Шахгельдян. С приходом Шахгельдяна результаты изменились, команда чаще стала добиваться цели, но этого не хватило для завоевания медалей. Новый сезон вновь доверили Шахгельдяну. Команда завоевала Кубок после долгого периода. Однако результаты чемпионата перевесили кубковые достижения и Шахгельдяну пришлось уйти. По случаю отстранения главного тренера «Мики» от занимаемой должности данная вакансия была предложена Маркарову.

## Достижения

### Командные достижения
«Арарат»
- Чемпион Армении (2): 1993, 1995
- Бронзовый призёр Чемпионата Армении (1): 1994
- Обладатель Кубка Армении (3): 1993, 1994, 1995

«Киликия»
- Чемпион Армении (1): 1996/97
- Финалист Кубка Армении (1): 1996/97
- Финалист Суперкубка Армении (1): 1997

«Ереван»
- Бронзовый призёр Чемпионата Армении (1): 1998
- Финалист Кубка Армении (1): 1998

«Лозанна Спорт»
- Обладатель Кубка Швейцарии (1): 1998/99

«Мика»
- Серебряный призёр Чемпионата Армении (2): 2004, 2005
- Бронзовый призёр Чемпионата Армении (2): 2006, 2007
- Обладатель Кубка Армении (2): 2005, 2006
- Обладатель Суперкубка Армении (1): 2006
- Финалист Суперкубка Армении (2): 2004, 2007

### Личные достижения
- Футболист года в Армении: 1993, 2006
- Лучший нападающий Армении: 2004, 2005

### Достижения в качестве тренера
«Мика»
- Обладатель Кубка Армении: 2011

## Семья
Имеет сына — Андраника, который также является футболистом. Воспитанник «Мики», выступал в главной команде на позиции нападающего. После ухода отца с поста главного тренера перешёл в конце сезона в «Улисс».